# Río Luchena (afluente del Guadalentín)
El Luchena es un río de la Región de Murcia (España) que brota junto a la Casa de la Chiripa, bajo la buitrera del Cerro de los Machos (1.204 m.) y el Estrecho, cañón angosto y sinuoso donde se alza el embalse de Valdeinfierno, en las Tierras Altas de Lorca. Zona de extraordinaria belleza declarada ZEPA.

## Características
La surgencia del río se produce dos kilómetros más abajo de la presa del Embalse de Valdeinfierno, donde termina el barranco tortuoso que hizo posible su construcción. Su caudal es de 340 litros segundo, o lo que es igual, 10,72 hectómetros cúbicos anuales.
Toda el agua que vierte este río es utilizada para riego, canalizándose hasta el pantano de Puentes, donde se produce su unión con el río Corneros, dando lugar al río Guadalentín.

## Fauna
Las aguas del Luchena permiten el desarrollo de una rica fauna, con presencia de la tortuga mora, el pito real, la culebra viperina, el águila real, el halcón peregrino, la ardilla, el jabalí, el tejón, el gato montés, el zorro, la gineta, y en las aguas claras se ven caracolas adheridas a la piedra y al canto rodado, compartiendo charcas con el galápago leproso, el barbo gitano y el zapatero, un insecto que posa sus patas en la superficie cristalina.

## Hidrónimo
El nombre del río deriva del nombre de una antigua villa o cortijo de época romana, llamada Luciana a partir del nombre de su propietario (Lucius), y que también debía de estar cerca del castillo de Luchena. El topónimo se repite en el nombre del castillo de Luchena (Purullena, Granada), y en un antiguo cortijo cerca de la ciudad romana de la Mesa de Gandul (entre Mairena del Alcor y Alcalá de Guadaíra, Sevilla), donde está documentado el antropónimo Lucius.